# Dark Sky Boschplaat

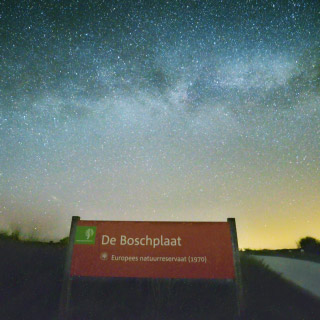
De Melkweg boven het internationale Dark Sky Park "De Boschplaat", gefotografeerd in mei 2017 in zuidoostelijke richting.

Dark Sky Boschplaat is een internationaal dark sky park (IDSP) op het natuurgebied De Boschplaat dat ligt op het oostelijk deel van het waddeneiland Terschelling in het noorden van Nederland.
De status van Internationaal Dark Sky Park is in 2015 aan De Boschplaat toegekend door de internationale Dark Sky organisatie (International Dark-Sky Association IDA).

## Geschiedenis
Het idee om voor een gebied op Terschelling de status van Dark Sky Park aan te vragen, werd in 2011 geopperd door Melis de Vries van Tjermelân op het oostelijk deel van Terschelling die daarmee meer bekendheid wilde geven aan de schoonheid van de sterrenhemel op zijn eiland.
Eerst werd door hem een verkennend bezoek gebracht aan het Dark Sky Park Galloway in Schotland waar gesprekken werden gevoerd met medewerkers van Forestry and Land Scotland over wat er allemaal bij komt kijken om de status van Dark Sky Park te kunnen aanvragen.

#### Voorbereiding: lichtmetingen
Een van de voorwaarden voor een Dark Sky Park is dat het er 's nachts goed donker is en om dat aan te tonen, werden er door een gespecialiseerd bureau lichtmetingen verricht op het oostelijk deel van Terschelling.
Ook bracht een lid van de Internationale Dark Sky organisatie IDA een bezoek aan Terschelling om met eigen ogen een indruk te krijgen van de natuurlijke donkerte op het waddeneiland.
Ten noorden van Terschelling liggen geen lichtbronnen van betekenis en vanuit het zuiden blijft het licht beperkt tot strooilicht van steden en industrie op het Friese vasteland.
Uit de lichtmetingen bleek dat de donkerste plek op Terschelling zich aan de noordoostzijde van het Hoornse Bos bevindt maar in overleg met Staatsbosbeheer en de buurtschap "De Buren van Oosterend" werd besloten om het natuurgebied De Boschplaat voor te dragen als locatie voor een officieel Dark Sky Park.
De Boschplaat is een internationaal erkend natuurgebied en voldoet daardoor volledig aan de eisen van de International Dark Sky Association voor een Dark Sky Park.

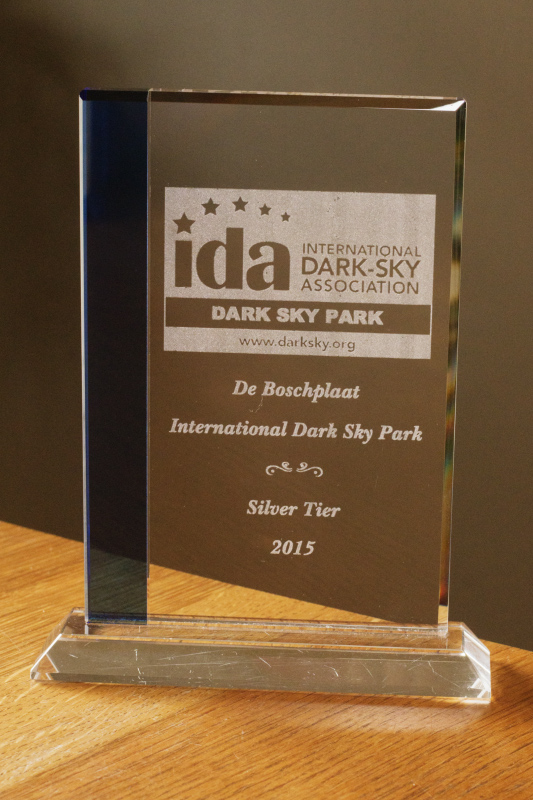
De officiële Dark Sky Boschplaat sculptuur is uitgevoerd in plexiglas en ongeveer 20 centimeter hoog.De sculptuur is geplaatst in het Dark Sky gedeelte van de ontvangstruimte van vakantiepark Tjermelân op Terschelling.

#### Voorbereiding: opleidingtraject
Omdat educatie een belangrijk onderdeel is van een Dark Sky Park, werden er vanaf 2014 speciale cursussen gegeven aan boswachters en medewerkers van vakantieverblijven en educatieve uitjes op het eiland.
Zo werd er een lezingenreeks gegeven over sterrenkunde en speciale hemelverschijnselen zoals het noorderlicht dat vanaf Terschelling regelmatig wordt waargenomen.
Daarnaast werd er ook door biologen en ecologen lezingen gegeven over het nachtelijk dieren- en plantenleven en hoe je als mens 's nachts andere zintuigen gebruikt dan overdag.

#### Aanvraag
In het voorjaar van 2015 werd de aanvraag ingediend door Staatsbosbeheer Terschelling en de buurtschap "De Buren van Oosterend" tezamen.
De aanvraag werd ondersteund door Staatsbosbeheer Waddengebied, de Gemeente Terschelling, de Terschellinger Ondernemers Vereniging TOV, de VVV Terschelling, het Platform Lichthinder en de Waddenvereniging.
In juni 2015 werd de status van Internationaal Dark Sky Park aan het natuurgebied De Boschplaat toegekend door de internationale Dark Sky organisatie IDA.